# Diminutivo
Los diminutivos son afijos derivativos que modifican el significado de una palabra, generalmente un sustantivo, típicamente para dar un matiz de tamaño pequeño o de poca importancia, o bien como expresión de cariño o afecto. En ocasiones pueden tener un sentido despectivo, según el contexto. Estos afijos son muy comunes en las lenguas romances, pero también se dan en otras muchas familias lingüísticas. Los diminutivos son un tipo de derivación apreciativa.

## Diminutivos en español

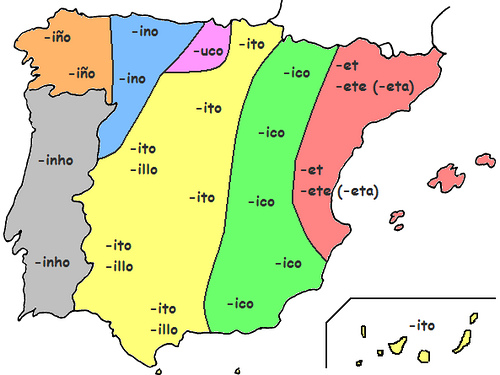
Diminutivos de los romances peninsulares. Existe una clara correlación entre las variedades romances medievales y el uso más moderno.

En el idioma español los diminutivos son numerosos, y consisten en agregar un sufijo al final de las palabras; el uso de sufijos varía según la palabra, la zona dialectal y el país. Normalmente se añaden a un sustantivo, pero también a un adjetivo y más raramente a un adverbio (ejemplo: ahorita).
En nombres y adjetivos el diminutivo suele indicar tamaño pequeño (cajón / cajoncito), pero en ocasiones derivación (avión / avioneta, camión / caminoneta), pero también derivación apreciativa o despreciativa:
Apreciativo: Está hecho un hombrecito (aquí se habla de un niño, no un hombre pequeño)
Despreciativo: fue un asuntillo sin importancia
En algunos países de América, los diminutivos en adverbios de tiempo comportan una diferencia:
-Ahorita voy. (en unos pocos minutos voy)
-No. ahorita no, ... ¡Ven ahora! (es decir, inmediatamente).

### Tipos

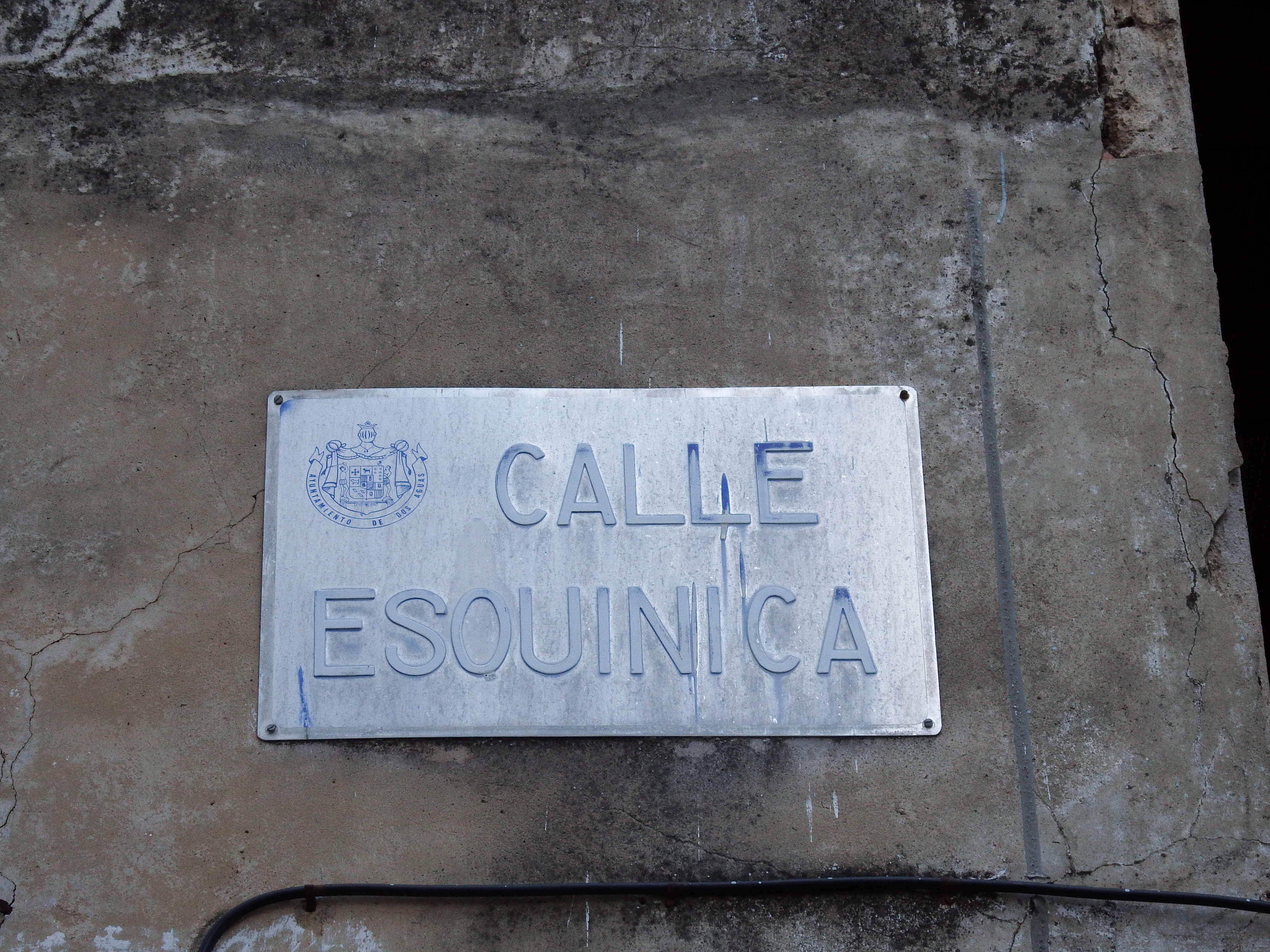
Diminutivo en -ica usado en Dos Aguas (Valencia)

- Diminutivo en -ica usado en Dos Aguas (Valencia)-ito o -ita: es el más común y usado por los hispanohablantes; así, la palabra "gordo", agregándose la raíz se convierte en "gordito", si se termina en la sílaba "co", como la palabra "flaco", se convierte en, flaquito. Además en algunas palabras, se usan de forma más amplia, como:
  - cito, como "toquecito", no "toquito". "Suavecito", en vez de "suavito".
  - ecito, ecita, como "lucecita", en vez de "lucita".

Este fenómeno, no obstante, no es general en Canarias, donde palabras como "cochito" y "golpito" son formas comunes.
- -ico o -ica: es común en la parte oriental de España, es decir, Andalucía Oriental, La Mancha, Aragón, Navarra, La Rioja, Región de Murcia y Comunidad Valenciana occidental (parte castellano hablante); a veces aparece como -cico -cica (como en colorcico, puentecico...). Una forma parecida se da en los países bañados por el Caribe: Venezuela, Cuba, República Dominicana, Colombia y Costa Rica; en ellos se usa para evitar una cacofonía cuando la última sílaba de la palabra comienza por "t"; en vez de usarse, por ejemplo, con la palabra gato, gatito, o con potro, potrito, en estos países se dice gatico y potrico.

- -illo o -illa: se usa en España (siendo muy común en Andalucía) y  México (especialmente en el centro, norte y occidente del país)

- -ete o -eta: es de origen catalán, valenciano y aragonés [cita requerida] y de uso más informal que los anteriores. Se usa también en La Mancha y Dialecto murciano. Ejemplos: amigo, amiguete.  En otros casos denota con frecuencia objetos similares pero ligeramente diferentes y usualmente más pequeños.  Por ejemplo "camisa"/"camiseta", "camión"/"camioneta", "casa"/"caseta".  En estos casos también carece de connotaciones afectivas.
- -iño o -iña: se restringe a Galicia. El mismo diminutivo, en este caso con la grafía -inho o -inha, se emplea en Portugal.

- -ín o -ina: su empleo se extiende especialmente por Asturias y Región Leonesa es otro sustituto del diminutivo "ito", aunque se usa de una manera más exclamativa, por ejemplo la palabra "pelo", en vez de "pelito" se prefiere usar "pelín".

- -ino o -ina: Su empleo se extiende especialmente por casi toda Extremadura, zonas colindantes y, a menudo algo más lexicalizado, por Andalucía occidental, especialmente la Sierra de Huelva (como se muestra en el ALPI). Parece estar relacionado etimológicamente con el sufijo -ín, sin embargo el uso aquí en estas zonas es más bien -ino y no -ín para el masculino singular. En Extremadura es el diminutivo de uso más común y es muy productivo (conviviendo con -ito, mientras que -illo es poco usual), pero para algunas formas lexicalizadas como chiquinino o mijinina alcanza a Sevilla capital.

- -uco o -uca: es el diminutivo propio de Cantabria, donde su uso es muy común y en numerosas ocasiones denota afecto o cariño: hermanuco, casuca, puebluco. En otras ocasiones es sustituto del diminutivo -ito -ita: bajuco (bajito), pero no denota cariño, simplemente se usa como diminutivo. En ciertas zonas de la Cantabria más rural se emplea el -ucu. Cantabria es conocida popularmente como "la Tierruca". Este diminutivo tiene un uso muy restringido en el resto de España (a excepción de, quizás, Asturias): ventanuco.

### Diminutivos menos comunes y localizados
- -uelo o -uela: se da especialmente en España. Pillo, en diminutivo sería pilluelo, no pillito, ni ninguna otra raíz de diminutivo mencionado con anterioridad. Otros casos tontuelo -a, pañuelo, picaruelo -a, pajaruelo). Suele aparecer como *-zuelo o -zuela o como -ezuelo o -ezuela (ladronzuelo, reyezuelo).

- -ino o -ina: niebla, neblina; cebolla, cebollino.

- -izno o -izna: lluvia, llovizna.

- -ajo o -aja: de uso frecuente en La Mancha y Dialecto murciano (miaja, mengajo -a, nanajo -a', hierbajo -a')

- -ejo o -eja: cosa > coseja. De uso en La Mancha y algunos pueblos del Alto Tajo y serranía de Cuenca.

- -ijo o -ija: lagarto > lagartija; barato > baratija

- -ujo o -uja: se usa en dialecto murciano como diminutivo (chispuja, chispetuja, chispeandujo, yerbuja)

- -icho o -icha: se usa en dialecto murciano, especialmente en panocho (zagalicho, tragicho -a, casicha). La forma en masculino presenta a veces la forma -iche (en voces que apocoparon y luego tomaron una -e final: boliche, caliche, trompiche). La ch pronunciada más como una combinación t+y.

- -ucho o -ucha: usado frecuentemente en países como Venezuela, el gentilicio de "Maracaibo", "maracucho"; "médico", "medicucho", en esta palabra es de uso despectivo, como usualmente es el diminutivo zuelo.

- -iquio o -iquia:  se usa en dialecto murciano y el castellano de las comarcas interiores de Valencia (zagaliquio, capaciquio, ojiquio) como variante de -ico -ica.